# Böhlau Verlag

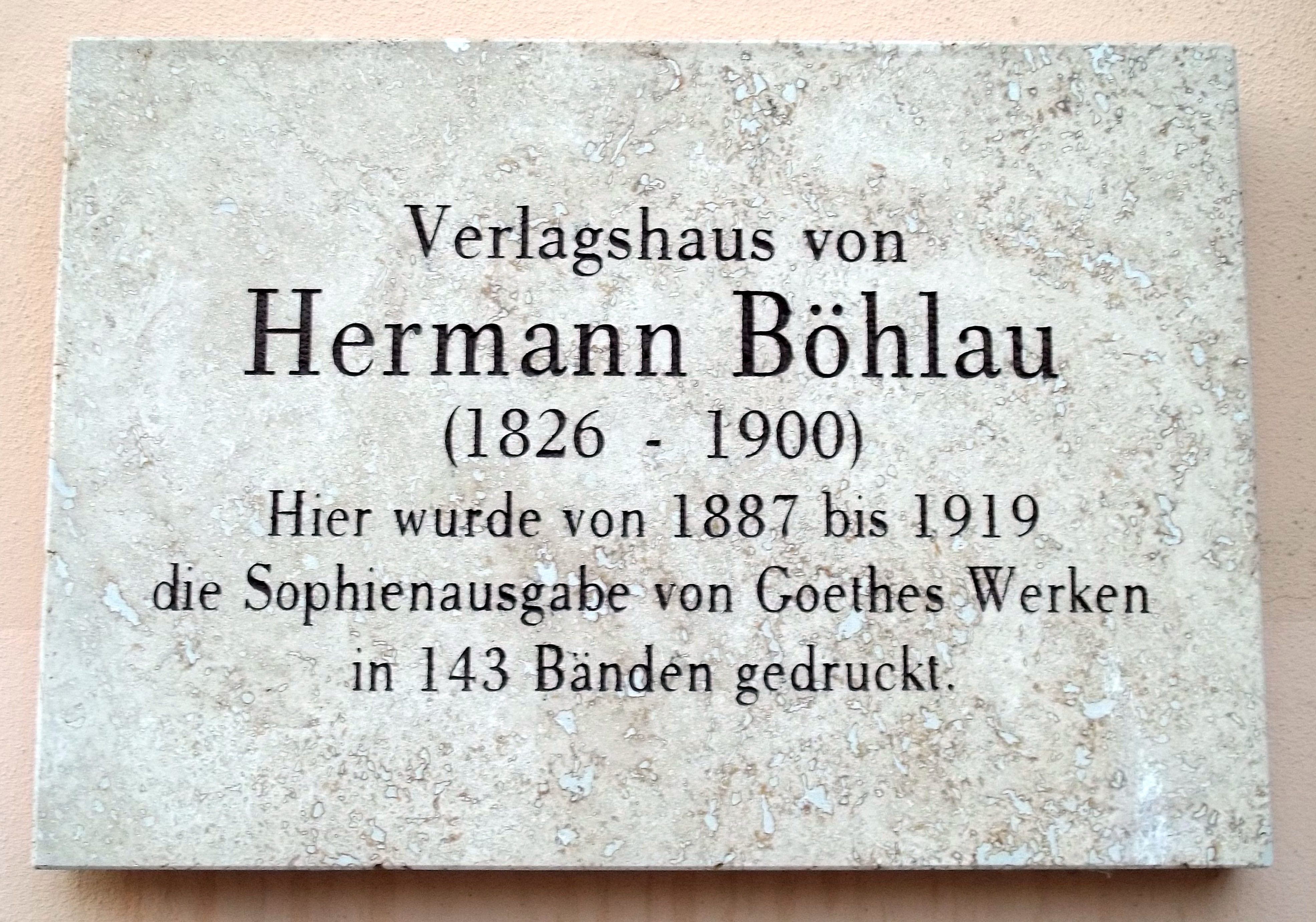
Plaque commémorative à Hermann Böhlau et sa maison d'édition aux, l'ancienne maison d'édition (Kleine Teichgasse 6)

Böhlau Verlag est un éditeur universitaire et de magazines basé à Vienne (Böhlau Verlag GmbH & Co. KG) et à Cologne (Böhlau Verlag GmbH & Cie.) et une succursale à Weimar. Selon ses propres déclarations, l'accent de son programme est mis sur des titres "issus des sciences humaines à orientation historique". La maison d'édition est reprise par le groupe d'édition Vandenhoeck & Ruprecht début 2017, qui est elle-même rachetée par Brill. La marque Böhlau est conservée,,.
Entre-temps, la maison d'édition s'appelle Hermann Böhlaus Nachfolger (successeur de Böhlau) après la mort de son fondateur, et c'est aussi le nom de la maison d'édition qui continue à Weimar en RDA, indépendante de la maison d'édition ouest-allemande Böhlau-Verlag, et qui rejoint J.B. Metzler (de) après la réunification, dont elle est toujours l'empreinte.

## Histoire
L'entreprise remonte à une imprimerie qui existe déjà à la cour des princes de Weimar. Elle est créée en 1624 par ordre du duc Jean-Ernest Ier de Saxe-Weimar, qui en 1618 a accordé à l'imprimeur Johann Weidner le droit d'imprimer à Iéna et Weimar. En 1659, l'imprimerie devient propriété privée.
En 1853, le libraire Hermann Böhlau (de) (1826-1900) de Halle-sur-Saale l'acquiert et fonde la maison d'édition, qui acquiert une renommée internationale pour ses ouvrages juridiques, linguistiques et littéraires historiques. Entre autres choses, il publie les œuvres complètes de Goethe en 143 volumes, appelées édition de Weimar ou "de Sophie", du nom de la marraine la grande-duchesse Sophie de Saxe-Weimar-Eisenach (l'épouse du grand-duc Charles Alexandre ), l'édition faisant autorité des travaux de Martin Luther ainsi que la Zeitschrift für geschichtliche Rechtswissenschaft (de) (aujourd'hui Zeitschrift der Savigny-Stiftung für Rechtsgeschichte (de)). Peu de temps après la mort de Böhlau, la maison d'édition est rebaptisée Hermann Böhlaus Nachfolger.
Pendant la Grande Dépression des années 1920, l'un des auteurs de l'éditeur, le juriste professeur Karl Rauch (de) (1880–1953), reprend d'abord repris le Zeitschrift für Rechtsgeschichte (1924) puis l'ensemble de la maison d'édition. Après la fin de la Seconde Guerre mondiale, Rauch fonde une nouvelle maison d'édition à Marbourg en 1947, qu'il nomme Böhlau Verlag en 1951 ; En 1957, l'entreprise est transférée à Cologne. Un autre éditeur du même nom est fondé à Graz et déménage ensuite à Vienne.
La maison mère de Weimar reste une maison d'édition privée malgré la division de l'Allemagne et la création de la RDA. La directrice et commanditaire Leiva Petersen (1912-1992) obtient en 1946 une licence d'exploitation personnelle et devient en 1947, avec l'accord de Karl Rauch, associée personnellement responsable de la maison d'édition de Weimar. Malgré des conditions défavorables, Petersen réussit à maintenir pendant des décennies le haut niveau scientifique, à poursuivre les grandes éditions d'œuvres - dont l'édition nationale de Schiller et l'édition d'œuvres de Luther - ainsi que des annuaires renommés, comme par exemple l'annuaire Shakespeare et l'annuaire Hanse. En outre, elle élargit son programme d'édition à des ouvrages historiques, artistiques et culturels. Dans le cadre de ce qui est politiquement possible, des contacts commerciaux sont maintenus avec la maison d'édition ouest-allemande Böhlau Verlag.
Cependant, comme une entreprise privée du pays socialiste devient de plus en plus difficile à maintenir au fil du temps, Leiva Petersen décide en 1978 de vendre le successeur de l'éditeur Hermann Böhlau à Weimar à l'Académie des sciences de la RDA. La famille Rauch accepte la reprise en 1979. Petersen dirige la maison d'édition jusqu'en 1983.
Après la fin de la RDA, Böhlau Verlag Köln und Wien tente en vain d'annuler cette vente. Le successeur de l'éditeur Hermann Böhlau est repris en 1998 par l'éditeur J.B. Metzler (de), qui appartient au groupe d'édition Georg von Holtzbrinck. Le 30 juin 2002, la maison d'édition de Weimar est fermée. Depuis, l'éditeur n'existe plus qu'en tant qu'éditeur chez JB Metzler, qui à son tour est repris par Springer Nature en 2015.
Böhlau Verlag Köln und Wien ouvre sa propre succursale à Weimar en 1990 et reprend après 1998 un certain nombre de séries de livres du successeur d'Hermann Böhlau.

## Programme

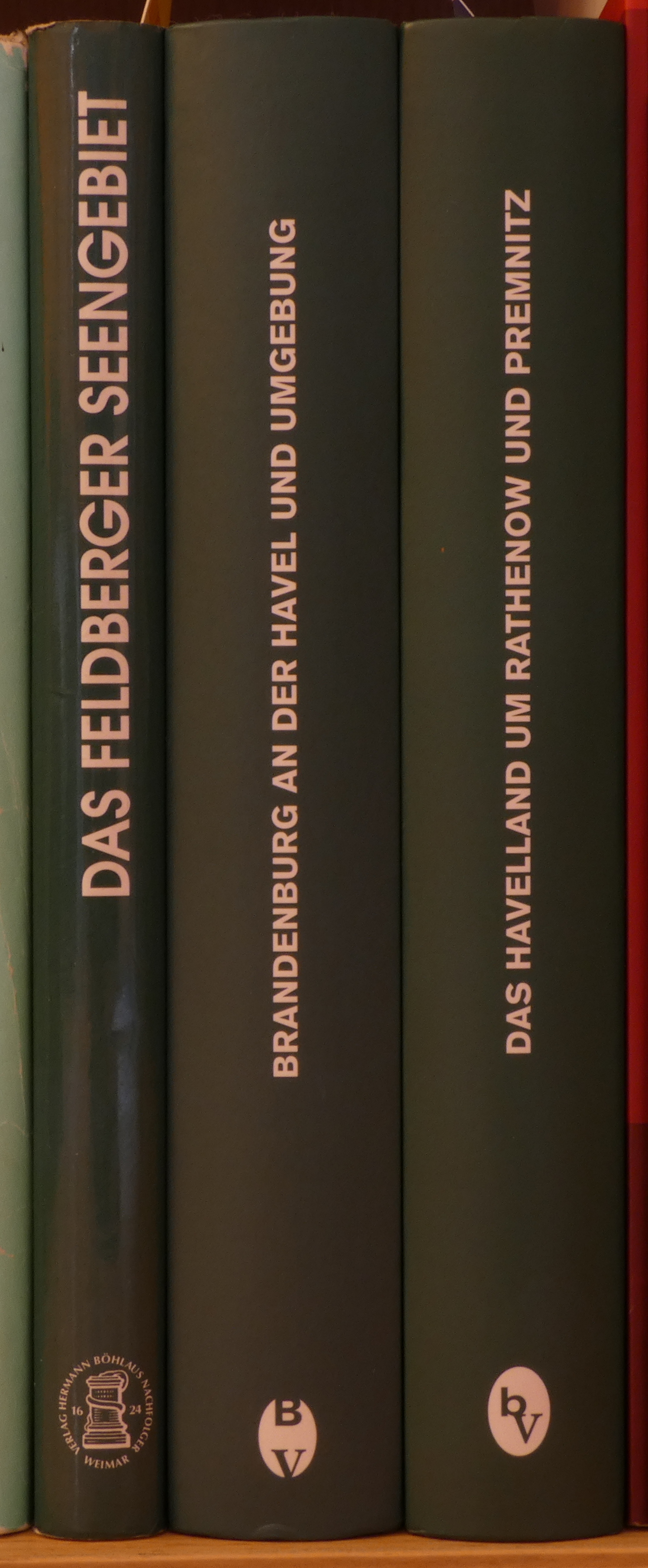
Titre de la série Werte der deutschen Heimat dans Böhlau Verlag

Le programme actuel du Böhlau Verlag comprend principalement des publications dans le domaine de l'histoire (y compris l'histoire culturelle, artistique et juridique) ainsi que de la littérature et de la linguistique. Des exemples d'œuvres en série sont Werte der deutschen Heimat (de), Rheinisches Archiv, Forum Ibero-Americanum, Beiträge zur historischen Bildungsforschung, Osteuropa-Handbücher, Anglistische Studien et plusieurs séries de dissertations. Il existe également des revues telles que Archiv für Diplomatik (de), Archiv für Kulturgeschichte (de), Internationale Zeitschrift für Kommunikationsforschung et Deutsches Dante-Jahrbuch. Depuis 2001, Böhlau est l'un des éditeurs partenaires du Uni-Taschenbücher (de) (UTB).